# Jean-Claude Pasty
Pour les articles homonymes, voir Pasty (homonymie).
Jean-Claude Pasty est un homme politique français né le 15 juin 1937 à Luçon (Vendée) et mort le 21 février 2013 à Paris, ancien député gaulliste de la Creuse (1978-1981), député européen (juin 1984-juin 1999).

## Biographie

### Formation
- Diplômé de l'Institut d'études politiques de Paris (1958), École nationale d'administration (ENA).

### Vie professionnelle
- 1973-1978 : Directeur des affaires sociales au Ministère de l'agriculture

### Engagement politique
Membre du Rassemblement pour la République (Gaulliste)

## Mandats électifs

### Mandats parlementaires
- 1994-1999 : Président du groupe du Rassemblement des démocrates européens (RDE) au Parlement européen puis UPE (Union pour l'Europe)
- 1984-1999 : Député au Parlement européen
- 1978-1981 : Député de la Creuse

### Mandats locaux
- 1978-1981 puis 1986-1998 : Membre du Conseil régional du Limousin
- 1979-1989 : Membre du conseil général de la Creuse (Canton d'Ahun)

## Fonctions diverses
- 1999-2010 : Membre du Conseil économique et social, président de la section des relations économiques extérieures depuis 2004
- 1968-1973 : Conseiller technique successivement auprès de Robert Boulin, Bernard Pons et Jacques Chirac ministre ou secrétaire d'état à l'agriculture

## Œuvres
- Essais d'interprétation de l'opinion publique en Creuse de 1919 à 1958- Mémoire Sciences Po 1958.